# Baliari
Baliari là một census town ở quận Dhanbad ở bang Jharkhand, Ấn Độ.

## Cơ cấu dân số
Theo cuộc điều tra dân số năm 2001 ở Ấn Độ,India Baliari có dân số 11.528 người. Nam giới chiếm 55% và nữ giới chiếm 45% dân số. Baliari có tỷ lệ biết chữ bình quân 59%, thấp hơn mức trung bình quốc gia 59,5%; với 67% đàn ông và 33% phụ nữ biết chữ. 15% dân số dưới 6 tuổi.